# Anna Kafendová
Anna Kafendová, rozená Zochová (24. června 1895, Záriečie – 13. dubna 1977 Myjava), byla slovenská klavírní umělkyně, hudební pedagožka a muzikoložka.
Profesorka Kafendová byla velkou hudební osobností, která se natrvalo zapsala do dějin slovenského klavírního umění. Je považována za zakladatelku slovenské hudební pedagogiky. V době svého pedagogického působení na Vysoké škole múzických umění vychovala celou řadu významných slovenských klavíristů.